# تويوتا فيرسو
تويوتا فيرسو (بالإنجليزية: Toyota Verso)‏ هي سيارة فان صغيرة ذات 5 أبواب.